# Zalog pod Sveto Trojico
Zalog pod Sveto Trojico este o localitate din comuna Domžale, Slovenia, cu o populație de 64 de locuitori.